# Reichstag zu Worms (1048)
Der Reichstag zu Worms 1048 war nach 75 Jahren die erste Reichsversammlung, die wieder in Worms – diesmal unter Kaiser Heinrich III. – stattfand.

## Kontext
Mit den Ottonen, deren Herkunft und Schwerpunkt in Nord-Ost-Deutschland lag, war die bis ins 8. Jahrhundert zurückreichende Reihe von Reichsversammlungen in Worms mit dem Reichstag von Worms 973 abgebrochen. Mit den Saliern war eine Familie an die Macht gekommen, die am Oberrhein begütert war und deren Vorfahren teils in Worms selbst ansässig gewesen waren. Worms wurde damit wieder zu einem häufiger aufgesuchten Tagungsort für Reichsversammlungen. Als Infrastruktur stand dem Kaiser hier die Königspfalz Worms zur Verfügung.
Die Reichsversammlung fand vielleicht schon ab Ende November und dann im Dezember 1048 statt.

## Inhalt
Die Beratungen und Verhandlungen auf der Reichsversammlung werden in der Überlieferung von einem Ereignis in den Schatten gestellt: der Designation des Bischofs Bruno von Toul zum Papst.
Am 9. August 1048 war nach nur dreiwöchiger Amtszeit Papst Damasus II. – wohl an Malaria – gestorben. Im Vorfeld einer Nachfolge streckten sich die Verhandlungen über mehrere Monate hin. Zunächst war Erzbischof Halinard von Lyon im Gespräch, der aber das Amt nicht wollte oder nicht antreten sollte. So war zum Jahresende immer noch kein neuer Papst ausgesucht. Auf der von Kaiser Heinrich III. im November 1048 einberufenen Reichsversammlung war auch Bischof Bruno von Toul anwesend, auf den sich alle Parteien, Kaiser, römische Gesandte und der anwesende Hochadel, offenbar sehr schnell einigten. Er nahm die Designation durch den Kaiser an, machte den Amtsantritt aber von der Zustimmung der Römer vor Ort abhängig. Das erfolgte dann erst im Februar 1049, so dass sein Pontifikat, als Leo IX. erst ab diesem Zeitpunkt gerechnet wird. Mitte Dezember begab er sich zunächst von Worms aus nach Toul und von dort aus nach Rom.